# Олтени (Вранча)
Олтени (рум. Olteni) насеље је у Румунији у округу Вранча у општини Вартешкоју. Oпштина се налази на надморској висини од 109 m.

## Становништво
Према подацима из 2002. године у насељу је живело 255 становника, од којих су сви румунске националности.